# Caumont
Caumont é uma comuna francesa na região administrativa da Normandia, no departamento de Eure. Estende-se por uma área de 6,02 km². Em 2010 a comuna tinha 1 071 habitantes (densidade: 177,9 hab./km²).